# Bijelske Kruševice
Bijelske Kruševice (cyr. Бијелске Крушевице) – wieś w Czarnogórze, w gminie Herceg Novi. W 2011 roku liczyła 33 mieszkańców.